# Еди (маскота)
Еди (енгл. Eddie), чије је пуно име Еди Глава (енгл. Eddie the 'Ead), Едвард Глава (енгл. Edward the Head) или Едвард Велики (енгл. Edward the Great), је маскота британског хеви метал бенда Ајрон Мејден. Он се налази на скоро свим насловним омотима албума, као и у живим наступима бенда. Такође се налази и у играма Ed Hunter и Tony Hawk's Pro Skater 4.

## Позадина
Прву верзија маске је направио студент Дејвид Браун. Живео је одмах поред Дејва Бизлија (садашњи бендов техничар светла) коме је дао две или три маске које је направио. То је била маска направљена од пластике, користећи гипс за лице. Када би се пластика прегрејала, стварале су се рупе и мехурићи, па је изгледала као куга. Оригинални Еди је био само позоришна маска. Може се видети на фотографијама бенда на раним наступима. То је било лице одмах поред логотипа бенда, изнад бубњара. Избацивало би разне врсте течности (од прехрамбене боје до обичних боја) и дим, које би падале на Дага Семпсона. Фанови би такође покушавали да бацају разне ствари у уста током свирке.

Едију је име дао бенд, због старе шале популарне у то време: 
Еди глава је рођен без тела, без руку и без ногу. Све што је имао била је глава. Али упркос великом недостатку, његови родитељи су га веома волели. Па су на шеснаести рођендан, нашли доктора који би Едију хируршким путем дао тело. Када су родитељи дошли кући, нису могли да дочекају да му кажу да ће коначно да има тело, као остали нормални људи. Када је Еди стигао, били су врло узбуђени и рекли:„ Имамо ли изненађење за тебе. То је најбољи поклон икад!“ Показали су му и Еди је рекао: „О не, не још једна капа!“
Садашњи лик Едија је створио Дерек Ригс. На омоту сингла „Running Free“, сиулета великог мршавог зомби створења се може видети, јер у то време бенд још није смислио лице тог створења. Када је бенд тражио слике за њихов први албум, наишли су на слику Дерека Ригса. Сви су се сложили да је сиулета изгледала баш тако, па су искористили ту слику за свој епонимски албум.
Омот албума Killers је такође била оригинална слика Дерека Ригса уједно и последња. После тога Ригс је почео да слика омоте на основу жеље бенда. У документарцу 12 Wasted Years, Дерек је рекао да је инспирацију за Едија добио од изгореле јапанске главе коју је видео у документарцу о бици на Гвадаканалу.
Како је популарност Ајрон Мејдена расла тако је бенд повећавао величину Едија. Створен је Еди који хода. Његова висина је 3-4 метра, па због тога се морају користити штуле. Овај Еди обично излази на позорницу када бенд свира епонимску песму, а ређе када свира нешто друго. Други Еди је балон напуњен хелијумом који се за време исте песме појављује изнад бине (види слику). Упумпавањем хелијума ствара се илузија да се Еди помера. Оба Едија се не појављују истовремено.